# ديمتري ميرجكوفسكي
ديمتري سيرجيفيتش ميرجكوفسكي (2 أغسطس 1866 - 9 ديسمبر 1941) (الروسية: Дми́трий Серге́евич Мережко́вский) هو روائي وشاعر ومفكر ديني وناقد أدبي روسي. أحد الشخصيات البارزة في العصر الفضي للشعر الروسي، ويعتبر مؤسسًا مشاركًا للحركة الرمزية الروسية، تجمع رواياته التاريخية الفلسفية بين المثالية الشديدة والابتكار الأدبي. سبق أن رُشح تسع مرات لجائزة نوبل في الأدب، وقد كان قريبا من الفوز بالجائزة سنة 1933.

## مسيرته
ولد ميرجكوفسكي في 2 أغسطس 1866 بسانت بطرسبرغ. بين سنتي 1884 و1889 درس التاريخ والفلسفة في جامعة سانت بطرسبرغ، وكانت أطروحته للدكتوراه حول ميشيل دي مونتين. تعلّم العديد من اللغات الأجنبية واهتم كثيرا بالأدب الفرنسي، والفلسفة الوضعية، ونظريات جون ستيوارت مل وتشارلز داروين.

## روابط خارجية
- ديمتري ميرجكوفسكي على موقع الموسوعة البريطانية (الإنجليزية)
- ديمتري ميرجكوفسكي على موقع مونزينجر (الألمانية)
- ديمتري ميرجكوفسكي على موقع ميوزك برينز (الإنجليزية)
- ديمتري ميرجكوفسكي على موقع أوليمبيديا (الإنجليزية)
- مؤلفات ديمتري ميرجكوفسكي في مشروع غوتنبرغ
- أعمال أو نبذة عن ديمتري ميرجكوفسكي على أرشيف الإنترنت
- أعمال ديمتري ميرجكوفسكي في ليبري فوكس
- Biography
- Leon Trotsky Merezhkovsky, 1911 نسخة محفوظة 26 سبتمبر 2011 على موقع واي باك مشين.
- Alexander Men' Dmitry Merezhkovsky and Zinaida Gippius
- Joseph Pilsudski Interview by Dmitry Merezhkovsky, 1921 على موقع واي باك مشين (نسخة محفوظة February 13, 2005).
- Rykov, A.“Twilight of the Silver Age. Politics and the Russian Religious Modernism in D.S.Merezhkovsky’s novel Napoleon” in Studia Culturae 2016 № 1 (27), pp. 9–17 (in Russian)